# Stephani Elza
Stephani Elza, szül. Stern Erzsébet (?, 1885. január 30. – ?) újságíró, műfordító, Bolgár Elek, majd Lorsy Ernő felesége.

## Élete
Stern Gusztáv és Herzog Terézia gyermeke. Első, német nyelvű verseit 7 éves korában írta meg, majd megtanult magyarul, és felkerült egy budapesti középiskolába. 15 éves korában publikált az Ifjú Magyarország gimnazista periodikában. Hat középiskolai osztályt végzett. Első tárcája 1904-re tehető, a Pester Lloydban jelent meg, 1908-tól a lap belső munkatársa volt. 1908. október 29-én Budapesten, a VII. kerületben hozzáment Bolgár Elekhez, Breuer Adolf és Teitelbaum Magdolna fiához. Férjével tartott annak svájci és amerikai útjai során (1908–1911). Miután visszatért Magyarországra a Budapester Presse, később újra a Pester Lloyd redakciójában dolgozott. 1914-ben elvált férjétől. 1918. február 11-én Budapesten, az V. kerületben házasságot kötött Lorsy Móric Ernővel, Lorsy Izidor és Ernszt Hermina fiával.
Lefordította Gerhart Hauptmann Elga című művét.
Más lapok mellett publikált a Pesti Naplóban is.